# Samochód pancerny wz. 28
Der Samochód pancerny wz. 28 (Panzerwagen Modell 28) war ein leichtes gepanzertes Automobil. Es wurden ab 1924 135 Fahrgestelle des Typs Citroën-Kégresse B2 10CV in Frankreich beschafft, wovon 90 Stück in Polen einen gepanzerten Aufbau erhielten und als Samochód pancerny wz. 28 bezeichnet wurden. Sie lösten ab 1928 die Panzerwagen der Bauart Peugeot in den Panzerabteilungen ab. Bis auf drei Fahrzeuge wurden alle wz. 28 aufgrund von Unzulänglichkeiten des Fahrwerks in gepanzerte Fahrzeuge der Serie wz. 34 umgebaut. Die drei nicht umgebauten Panzer kamen während des Überfalls auf Polen noch zum Einsatz und wurden dabei zerstört.

## Geschichte und Beschreibung
Die Ursprünge des wz. 28 gehen auf den französischen Panzerwagen AMC-M23 zurück, der das Fahrgestell des Citroën-Kégresse B2 10CV mit einem gepanzerten Aufbau verband. Diese Fahrzeugentwicklung wurde von der polnischen Armeeführung mit großem Interesse beobachtet. Der Halbkettenantrieb schien ihr für die polnischen Straßen- und Geländeverhältnisse wie geschaffen. Daraufhin wurde eine Ingenieurdelegation nach Frankreich geschickt, um das Fahrzeug zu testen. Letztendlich entschied man sich, in Frankreich 135 Fahrgestelle ohne Aufbau zu erwerben. 90 Chassis sollten einen gepanzerten Aufbau erhalten, während die anderen 45 Stück zu LKWs oder Spezialfahrzeugen umgebaut werden sollten. Bei der Herstellung des gepanzerten Aufbaus orientierte man sich am französischen Vorbild AMC-M23. Als Bewaffnung wurde eine 37-mm-Kanone vorgesehen.
1925 waren zwei Prototypen fertiggestellt, welche bis 1928 intensiv an der Kavallerieschule getestet wurden. Im gleichen Jahr entschied die polnische Armee, das Modell zu übernehmen. Es wurde daher als Samochód pancerny wzór 28 (wz. 28) bezeichnet. Bis 1930 wurden alle 90 Panzer ausgeliefert.
Das Chassis bestand aus einem rechteckigen Rahmen. Die vollgummibereifte Vorderachse war starr eingebaut und besaß Blattfedern. Das hintere Laufwerk war ein Raupenfahrwerk Typ Kégresse P4T. Es war heckseitig angetrieben und besaß je Seite vier Laufrollen und ein Leitrad. Die Ketten waren aus Gummi gefertigt und 275 mm breit.
Als Antrieb kam ein flüssigkeitsgekühlter 4-Zylinder-Vergasermotor Citroën B-14 mit einem Hubraum von 1477 cm³ zum Einbau. Er leistete bei 2100/min 15 kW. Die Höchstgeschwindigkeit der Panzer betrug 30 km/h.
Der gepanzerte Aufbau des wz. 28 entstand aus gewalzten Stahlplatten, die miteinander vernietet waren. Die Stärke der Panzerplatten betrug 3–8 mm. Der Boden der Fahrzeuge war aus Holz gebaut und ungepanzert. Ursprünglich war die seitliche und hintere Panzerung senkrecht angeordnet. 1929 wurde dies jedoch geändert und die Panzerplatten waren nun schräg eingebaut.
Die Bewaffnung bestand bei 30 Fahrzeugen aus einer 37-mm-Kanone Modell SA-18 Puteaux L/21 mit 96 Schuss Munitionsvorrat. Die anderen 60 Panzer erhielten das 7,92-mm-Hotchkiss-wz.25-Maschinengewehr mit 2000 Schuss Munition.

## Einsätze
Die ersten Einsätze erfolgten 1925 mit den beiden Prototypen bei einem Manöver in Wolhynien. Ab 1930 wurden die Fahrzeuge in den Panzerspähwagenabteilungen in Brest am Bug und Żurawica sowie bei der Panzerschule in Modlin eingeführt. 30 Stück wurden als Ausbildungsfahrzeuge verwendet, während der Rest als Reserve für den Kriegsfall eingelagert wurde. 1931 wurden 18 Panzerwagen der Staatspolizei zur Verfügung gestellt, um kommunistische Unruhen im Osten des Landes zu bekämpfen.
Mit der Zeit stellte sich heraus, dass das Fahrwerk nicht den Erwartungen entsprach. Die Geschwindigkeit war zu gering und das Laufwerk unzuverlässig. Außerdem machte sich ein hoher Verschleiß der Gummiketten bemerkbar. Im Gelände drohte das Fahrzeug aufgrund seines hohen aber schmalen Aufbaus umzukippen. Daher wurde entschieden, die Panzer auf einen reinen Radantrieb umzubauen. Daraus entstand das Samochód pancerny wz. 34. Es wurden 87 Panzerwagen umgerüstet. Drei Fahrzeuge wurden nicht umgebaut und kamen noch 1939 während des Überfalls auf Polen zum Einsatz, wobei sie alle vernichtet wurden. Der letzte wz. 28 wurde durch Milizen der ukrainischen Nationalisten in der Nähe der ungarischen Grenze zerstört.